# Stefan Matzner
Stefan Matzner (né le 24 avril 1993 à Korneubourg) est un coureur cycliste autrichien, spécialiste de la piste.

## Palmarès sur piste

### Championnats du monde
- Pruszków 2019
  - 15e de la course aux points
  - 20e du scratch

### Coupe du monde
- 2018-2019
  - 1er du scratch à Saint-Quentin-en-Yvelines
  - 3e du scratch à Cambridge

### Championnats d'Europe
| Édition / Épreuve | Course aux points |
| Glasgow 2018      | Bronze            |

### Championnats d'Autriche
- 2013
  -  Champion d'Autriche de l'américaine (avec Andreas Müller)
  -  Champion d'Autriche de scratch
- 2015
  -  Champion d'Autriche de scratch
- 2016
  -  Champion d'Autriche de vitesse
- 2017
  -  Champion d'Autriche du kilomètre
  -  Champion d'Autriche de course aux points
- 2018
  -  Champion d'Autriche de vitesse
- 2019
  -  Champion d'Autriche de scratch